# Sigismund von Neukomm
Sigismund von Neukomm (1778—1858) var en østerrigsk komponist.
Neukomm studerede i Salzburg og Wien hos Michael og Joseph Haydn og begyndte derpå et omflakkende musikerliv. Han var 1806 i Stockholm, derefter i Petrograd som Kapelmester,
saa i Wien og Paris som Talleyrand’s Pianist, derpaa i Brasilien ved Kejserens Hof, saa i Lissabon og atter igen i Paris hos Talleyrand; i sidstnævnte By, hvor han nød megen Anseelse, døde han. Han har skrevet nogle store Oratorier, der opførtes ved Samtidens Musikfester, og for øvrigt en Mængde Musik i omtr. alle Genrer.